# Grallatotanais antipai
Grallatotanais antipai is een naaldkreeftjessoort . De wetenschappelijke naam van de soort is voor het eerst geldig gepubliceerd in 2001 door Gutu & Iliffe.